# Henry Marsh
Henry Thomas Marsh (Oxford, 5 de marzo de 1950) es un neurocirujano británico. En 2014 publicó la primera parte de sus memorias, titulada Ante todo, no hagas daño, que fue bien acogida por la crítica. La segunda parte, Confesiones, salió a la luz en 2017.

## Biografía
Es el pequeño de los cuatro hijos de Norman Stayner Marsh y Christiane Christinnecke, que se mudaron a Inglaterra desde Alemania en 1939, a raíz de la denuncia interpuesta ante la Gestapo contra su madre por hacer comentarios antinazis. Se casaron en Londres en el verano de 1939. La historiadora de la arquitectura Bridget Cherry es hermana de Henry. Este comenzó a estudiar Política, Filosofía y Economía en el University College de la Universidad de Oxford, si bien dejó la carrera para estudiar Medicina, de la que finalmente se graduó.
Hasta 2015 ejerció de neurocirujano en el St George's Hospital del sur de Londres, que cuenta con una de las unidades especializadas más grandes del país. Marsh se especializa en las operaciones cerebrales con anestesia local y fue el protagonista del documental Your Life in Their Hands, producido por la BBC en 2004, ganador de una medalla de oro concedida por la Royal Television Society.
Trabajó también en las antiguas repúblicas soviéticas, especialmente en Ucrania. Su trabajo allí desde 1992 con su protegido, Igor Kurilets, se llevó a la pantalla en la película documental The English Surgeon, estrenada en 2007.
En 2014 publicó Ante todo, no hagas daño, aclamada por la crítica, mientras que en 2017 salió a la luz la segunda parte de sus memorias, Confesiones.
En abril de 2021 se anunció que a Marsh le habían diagnosticado cáncer de próstata avanzado.

## Obra
- Ante todo, no hagas daño (2014)
- Confesiones (2017)
- Al final, asuntos de vida o muerte (2022)[6]